# Ada Moldovan
Ada Moldovan (tidligere Bahamet: født 15. november 1983 i Focșani, Rumænien) er en kvindelig rumænsk håndboldspiller som spiller for CS Măgura Cisnădie og tidligere Rumæniens kvindehåndboldlandshold.